# Заблоцький Іван
Іван Заблоцький або Ян Заблоцький (бл. 1757 – ?) — майор 12-го Коронного пішого полку військ Речі Посполитої, учасник війни Війни на захист Конституції 1792 року, нагороджений бойовим орденом Virtuti Militari.